# Sympla
Sympla é uma startup brasileira de tecnologia fundada em 2011, atuante no ramo de venda de tickets e gestão de eventos na internet, sendo líder no setor no Brasil.
Fundada como uma startup, recebeu investimentos de cerca de R$30 milhões de reais em capital de risco em 2016 pela Movile, no mesmo ano que adquiriu sua principal concorrente no país, o Eventick. Desde então, a empresa tem adquirido outras no setor, como a Ingresso Rápido.
Hoje, a Sympla já emitiu mais de 45 milhões de ingressos em cerca de 650 mil eventos.